# Église Saint-Saturnin de Saint-Sernin-du-Plain
L'église Saint-Saturnin de Saint-Sernin-du-Plain est une église située sur le territoire de la commune de Saint-Sernin-du-Plain dans le département français de Saône-et-Loire et la région Bourgogne-Franche-Comté.

## Historique
Elle fait l'objet d'une inscription au titre des monuments historiques depuis le 28 juillet 1987.